# 刺国大神
刺国大神（サシクニオオノカミ／サシクニオオカミ、歴史的仮名遣：サシクニオホノカミ／サシクニオホカミ）は、日本神話に登場する神。サシクシフトヒメ（佐志久斯布刀比売）ともする。

## 概要
『古事記』では刺国大神、粟鹿神社の書物『粟鹿大明神元記』では佐志久斯布刀比売と表記される。
『古事記』においは刺国若比売の親（父）として名前のみ登場。
刺国大神の「刺す」は「標（しめ）」を刺すこと、占有すること、「大」は刺国若比売に対応する親の意と解し、名義は「国を占有する親」と考えられる。

## 系譜

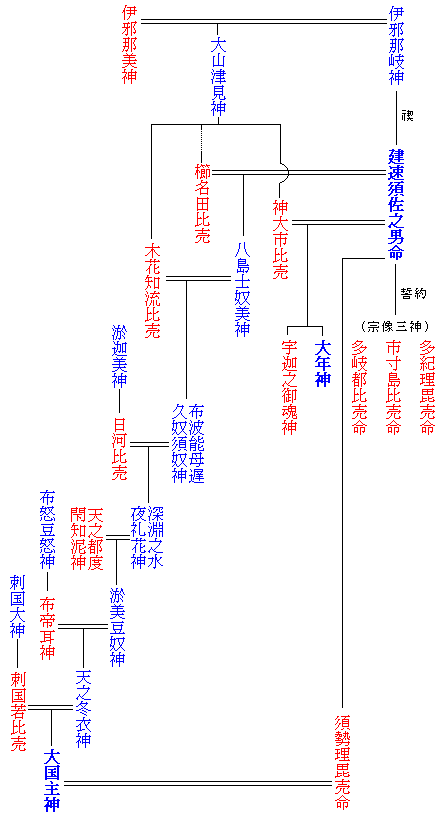
須佐之男命から大国主神までの系図（『古事記』による）。青は男神、赤は女神

刺国若比売の父とされており、娘は淤美豆奴神の子の天之冬衣神と大国主神を産んでいる。

## 祀る神社
- 刺田比古神社（和歌山県和歌山市片岡町） - 本居宣長が古来の祭神として考えた。